# Caveman Ugh-Lympics
Caveman Ugh-Lympics è un videogioco sportivo multievento pubblicato nel 1988 per Commodore 64, nel 1989 per MS-DOS e nel 1990, con titolo Caveman Games, per Nintendo Entertainment System. Si tratta di un titolo parodistico, con discipline sportive fantasiose ambientate nella preistoria; caveman in inglese è cavernicolo e Ugh-Lympics è un gioco di parole tra Olympics (Olimpiadi) e ugh che rappresenta un grugnito.

## Modalità di gioco
Possono partecipare fino a 6 giocatori, ciascuno selezionando uno dei 6 cavernicoli disponibili, tra cui anche una donna; oltre ad avere aspetto diverso durante il gioco, i personaggi hanno anche alcune differenze di abilità nei vari eventi.
Ci sono 6 eventi sportivi disponibili ed è possibile selezionare l'allenamento in uno o la competizione in tutti.
Su C64/DOS la competizione inizia con la parodia della classica scena del tedoforo come in Summer Games, ma la torcia si spegne all'ultimo momento e il cavernicolo sfascia il braciere.
Tutte le discipline sono bidimensionali, con visuale di profilo e sfondi in prospettiva; alcune sono scontri diretti tra due avversari (giocatori o computer) in simultanea, altre si affrontano sempre uno alla volta. Le discipline sono:
- Mate toss (lancio della compagna): una specie di lancio del martello in cui si lancia la propria compagna/o tenuta per i piedi.
- Saber race (corsa con la tigre): una corsa a ostacoli, a schermo diviso orizzontalmente, inseguiti da una tigre dai denti a sciabola. Quando si incrociano, i due concorrenti possono anche darsi una spinta verso la tigre.
- Fire making (accensione del fuoco): gara a chi accende prima il fuoco, alternando lo sfregamento di ramoscelli per produrre scintille e il soffio per ravvivare la brace, ma stando attenti all'iperventilazione. I due avversari sono seduti accanto e possono anche colpirsi a vicenda per rallentarsi.
- Clubbing (duello con clave): picchiaduro a incontri con le clave, con lo scopo di esaurire l'energia dell'avversario oppure spingerlo fuori dall'arena. Prima del combattimento c'è una fase di intimidazione in cui ci si limita a inveire contro l'avversario, con l'effetto di partire da una posizione più o meno avvantaggiata.
- Dino race (dinocorsa): corsa a ostacoli in groppa a un dinosauro bipede, a schermo diviso orizzontalmente. Il dinosauro può essere spronato maggiormente con una clavata in testa, ma non bisogna abusarne.
- Dino vault (salto del dinosauro): salto con l'asta per scavalcare un baratro e una specie di tirannosauro.